# 矢崎新二
矢﨑 新二（やざき しんじ、1931年（昭和6年）9月28日 - ）は、日本の官僚。元防衛事務次官。元会計検査院長。長野県茅野市出身。

## 来歴
関東信越国税局長、国税庁調査査察部長、主計局次長を経て、1981年（昭和56年）防衛庁経理局長に転じ、1983年（昭和58年）防衛局長、1985年（昭和60年）防衛事務次官。
1987年（昭和62年）に退官し、1989年（平成元年）検査官に就任。1994年（平成6年）に会計検査院長となり、1996年（平成8年）に定年退官。1997年（平成9年）に日本銀行監事。
2003年（平成15年）の秋の叙勲で瑞宝大綬章を受章。

## 略歴
- 長野県諏訪清陵高等学校卒業[1]
- 東京大学法学部第2類（公法コース）卒業[1][2]
- 1953年（昭和28年） 大蔵省入省[1]。主計局総務課[3][4]
- 1958年（昭和33年） 防衛庁経理局会計課員[5][6]
- 1960年（昭和35年）7月11日 釜石税務署長
- 1961年（昭和36年）7月 国税庁直税部所得税課長補佐
- 1963年（昭和38年） 大蔵省主計局主計官補佐（司法・警察係主査）
- 1967年（昭和42年） 大蔵省主計局主計官補佐（厚生係主査）[7]
- 1969年（昭和44年）8月20日 福岡国税局直税部長
- 1971年（昭和46年）6月 日本専売公社管理調整本部主計課長
- 1973年（昭和48年）7月3日 大蔵省主計局主計官（総務課（企画担当））
- 1976年（昭和51年）7月1日 大蔵省主計局主計官（地方財政、補助金、大蔵担当）
- 1977年（昭和52年）6月17日 大蔵省主計局総務課長兼主計局司計課長兼主計局法規課長
- 1977年（昭和52年）6月27日 免兼主計局司計課長、免兼主計局法規課長
- 1978年（昭和53年）6月17日 関東信越国税局長
- 1979年（昭和54年）7月10日 国税庁調査査察部長
- 1980年（昭和55年）6月17日 大蔵省主計局次長（末席）（総理府、司法・警察、厚生・労働、運輸、郵政、給与、共済担当）[8][9]
- 1981年（昭和56年）6月26日 大蔵省大臣官房付
- 1981年（昭和56年）7月23日 防衛庁経理局長
- 1983年（昭和58年）6月29日 防衛庁防衛局長
- 1985年（昭和60年）6月25日 防衛事務次官
- 1987年（昭和62年）6月23日 退官
- 1989年（平成元年）4月10日 検査官
- 1989年（平成元年）11月22日 同再任
- 1994年（平成6年）4月12日 会計検査院長
- 1996年（平成8年）9月27日 定年退官
- 1997年（平成9年）1月27日 日本銀行監事
- 2003年（平成15年）11月3日 授瑞宝大綬章[10]